# Désiré Paternoster
Désiré Paternoster (21 januari 1887 - plaats en datum van overlijden onbekend) was een Belgisch voetballer die speelde als aanvaller. Hij voetbalde in Eerste klasse bij FC Brugeois en Racing Club Brussel en speelde 9 interlandwedstrijden met het Belgisch voetbalelftal.

## Loopbaan
Paternoster debuteerde in 1901 op zeer jonge leeftijd als aanvallende buitenspeler in het eerste elftal van FC Brugeois dat in de Eerste klasse speelde. Hij speelde er samen met leeftijdsgenoten Hector Goetinck en Charles Cambier en verwierf er al spoedig een basisplaats. De ploeg eindigde de volgende jaren in de middenmoot van de rangschikking.
In 1905 moest Paternoster zijn legerdienst vervullen en trok naar FC Yprois dat in de provinciale reeksen uitkwam. Hij bleef er voetballen tot in 1908 en keerde toen terug naar FC Brugeois. De ploeg speelde de volgende jaren mee in de top van de rangschikking en verloor in 1910 de beslissende testwedstrijd om de landstitel tegen Union Sint-Gillis met 1-0. Deze wedstrijd vond plaats op het veld van AA La Gantoise.
In 1911 trok Paternoster naar Racing Club Brussel. Samen met de ploeg won hij in 1912 de finale van de allereerste Beker van België. Hij bleef er voetballen tot aan het begin van de Eerste Wereldoorlog. In totaal speelde Paternoster 106 wedstrijden in Eerste klasse en scoorde hierbij 39 doelpunten.
Tussen 1908 en 1911, de periode dat hij bij FC Brugeois actief was, speelde Paternoster 9 wedstrijden met het Belgisch voetbalelftal. In totaal scoorde hij twee doelpunten, het eerste in 1910 in de thuiswedstrijd tegen de amateurploeg van Engeland en het tweede in 1911 in de thuiswedstrijd tegen Nederland.

## Eerste Wereldoorlog
Tijdens de oorlog was Paternoster soldaat. Hij raakte al vlug gewond en was na zijn herstel motorrijder bij de 1e cavaleriedivisie.